# Jan Berger (historyk)
Jan Berger (ur. 7 października 1889 w Tarnowie, zm. 13 września 1957 w Poznaniu) – polski historyk literatury niemieckiej, profesor Uniwersytetu Poznańskiego.

## Życiorys
Był synem Jana, oficera armii austriackiej, i Marii z Kocherów. Kształcił się w gimnazjach w Rzeszowie, Dębicy i Krakowie, gdzie w 1908 otrzymał świadectwo dojrzałości. Studiował filologię germańską, angielską i klasyczną na Uniwersytecie Jagiellońskim (m.in. pod kierunkiem Wilhelma Creizenacha) w latach 1908–1911, następnie germanistykę na uniwersytecie w Berlinie (1911–1912). Uzyskał w 1914 stopień doktora filozofii na UJ. Pracował jako nauczyciel języka niemieckiego w szkołach powszechnych we Lwowie (do 1918), następnie w latach 1919–1936 w Poznaniu (gimn. K. Marcinkowskiego i I. Paderewskiego). W 1924 obronił doktorat na UJ (na podstawie pracy Dichtung und Wahrheit in den Bekenntnissen einer schoenen Seele), dwa lata później został adiunktem na Uniwersytecie Poznańskim. W 1932 habilitował się z germanistyki na tymże uniwersytecie, a od 1932 był docentem w Katedrze Filologii Germańskiej tej uczelni; kierował Katedrą w latach 1933–1953 (1945–1946 także Katedrą Filologii Angielskiej), później Katedrą Historii Literatury Niemieckiej (1953–1957). W 1936 jako zastępca prof. objął katedrę germanistyki, a w 1938 został profesorem nadzwyczajnym, w 1949 – profesorem zwyczajnym. W czasie okupacji hitlerowskiej został wysiedlony z Poznania, utracił wówczas znaczną część dorobku rękopiśmiennego; brał udział w tajnym nauczaniu w Krakowie i Poznaniu. W ostatnich latach życia ciężko chorował, pozostawał unieruchomiony w pancerzu gipsowym, ale kontynuował wykłady i seminaria do końca życia.
Jako naukowiec zajmował się historią literatury niemieckiej XIX i XX wieku oraz historią przekładów literatury niemieckiej. Analizował m.in. stosunek Christiana Grabbego do romantyzmu. Interesował się nowożytnym romansem szwajcarskim oraz historią przekładów Fausta Goethego na język polski. Wskazywał na związki między twórczością Kasprowicza i Konopnickiej a ich działalnością przekładową; wydał – z własnym komentarzem i wstępem – wykłady uniwersyteckie Kasprowicza Prometeizm w poezji. Zgromadził materiały do bibliografii przekładów literatury niemieckiej na język polski. Współpracował z „Przeglądem Współczesnym” i „Przeglądem Zachodnim”.
W 1950 został członkiem korespondentem PAU, w 1935 – członkiem zwyczajnym Poznańskiego Towarzystwa Przyjaciół Nauk. Był odznaczony m.in. Krzyżem Oficerskim Orderu Odrodzenia Polski.

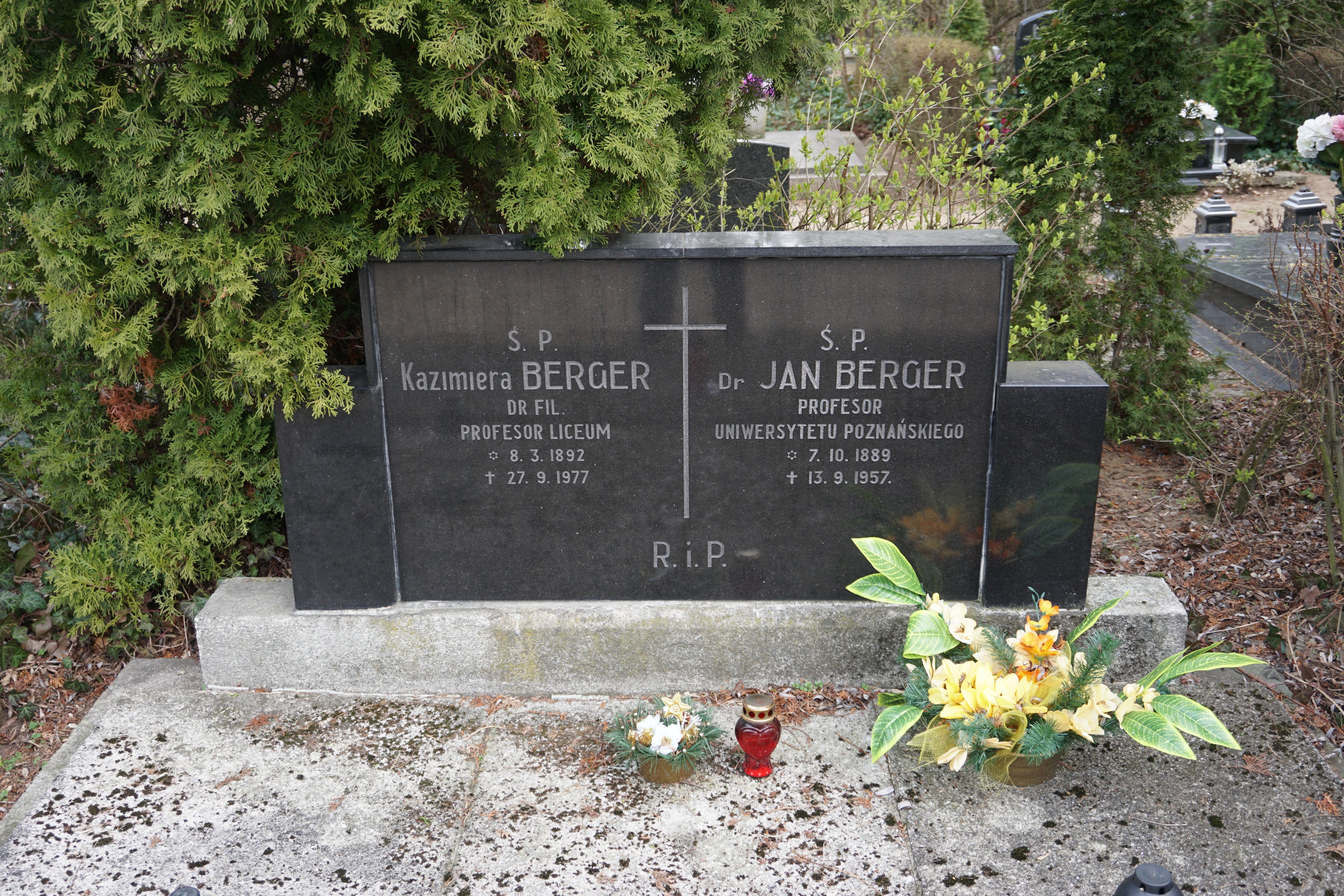
Grób profesora Jana Bergera na Cmentarzu Junikowskim

Ożenił się 20 maja 1920 roku we Lwowie z Kazimierą Radnicką, z wykształcenia doktorem filozofii, nauczycielką łaciny i greki. 24 kwietnia 1924 roku urodziła się ich córka Maria, która w 1953 roku wyszła za mąż za Stefana Chałubińskiego.
Zmarł 13 września 1957 w Poznaniu. Został pochowany na Cmentarzu Junikowo w Poznaniu (pole 8-5-1-12).

## Publikacje
- Grabbe i romantyka (1932)[1]
- Jerzy Büchner (1934)[1]
- Nowe drogi teatru niemieckiego (1935)
- Niemcy współczesne – zdobywające przeszłość (1936)
- Przekłady Kasprowicza. Poezja niemiecka (1948)
- Literatura niemiecka w przekładach Marii Konopnickiej (1956)